# Jean Coquelin
Jean Coquelin (1 de diciembre de 1865 – 1 de octubre de 1944) fue un actor teatral y cinematográfico de nacionalidad francesa. 

## Biografía
Nacido en París, Francia, su padre era el actor Benoît-Constant Coquelin. Alumno de Jeanne Arnould-Plessy y de M. Benoît-Constant Coquelin, siguió a su padre a lo largo de una extensa gira teatral por Europa. 
Miembro de la Comédie Française, debutó con Dépit amoureux, actuando después en Thermidor y La fierecilla domada.
Entró en el Théâtre de la Renaissance, actuando también en el Teatro de la Porte Saint-Martin. Fue codirector del Théâtre de la Gaîté junto a Henry Hertz en 1907, director del Teatro de la Porte Saint-Martin en 1910 con Henry Hertz, actuando en el estreno de la obra Chantecler, de Edmond Rostand.
Jean Coquelin falleció en Couilly-Pont-aux-Dames, Francia, en 1944. Se había casado con Blanche Miroir el 18 de mayo de 1910 en Neuilly sur Seine. Los testigos del marido fueron Edmond Rostand y Albert Carré, y los de la esposa Henry Hertz y Mme Michel.

## Teatro
- 1896 : Les Bienfaiteurs, de Eugène Brieux, escenografía de Louis Péricaud, Teatro de la Porte Saint-Martin
- 1897 : Cyrano de Bergerac, de Edmond Rostand, Teatro de la Porte Saint-Martin
- 1899 : Les Misérables, de Paul Meurice y Charles Hugo a partir de Victor Hugo, Teatro de la Porte Saint-Martin
- 1900 : Cyrano de Bergerac, de Edmond Rostand, Teatro de la Porte Saint-Martin
- 1901 : Quo vadis?, de Emile Moreau, Teatro de la Porte Saint-Martin
- 1906 : L'Attentat, de Alfred Capus y Lucien Descaves, Théâtre de la Gaîté
- 1912 : La Robe rouge, de Eugène Brieux, Teatro de la Porte Saint-Martin
- 1912 : Les Flambeaux, de Henry Bataille, Teatro de la Porte Saint-Martin

## Filmografía
- 1925 : L'Abbé Constantin, de Julien Duvivier
- 1927 : La Maison sans amour, de Émilien Champetier
- 1930 : David Golder, de Julien Duvivier
- 1931 : Un chien qui rapporte, de Jean Choux
- 1932 : Monsieur de Pourceaugnac, de Gaston Ravel y Tony Lekain
- 1932 : La Roche aux mouettes, de Georges Monca
- 1933 : L'Ami Fritz, de Jacques de Baroncelli
- 1936 : Faisons un rêve, de Sacha Guitry
- 1937 : La Chanson du souvenir, de Serge de Poligny
- 1937 : Les Perles de la couronne, de Sacha Guitry y Christian-Jaque
- 1938 : Café de Paris, de Yves Mirande y Georges Lacombe
- 1938 : La Fin du jour, de Julien Duvivier
- 1938 : Remontons les Champs-Élysées, de Sacha Guitry
- 1942 : Caprices, de Léo Joannon
- 1942 : Dernière aventure, de Robert Péguy
- 1942 : Le Destin fabuleux de Désirée Clary, de Sacha Guitry
- 1943 : Le Comte de Monte Cristo, de Robert Vernay
- 1943 : La Main du diable, de Maurice Tourneur